# 田村真
田村真（1975年4月11日—），日本男性演員和聲優。富山縣出身。懸樋事務所所属。

## 生平
- 為了演戲而前往東京，在莎士比亞劇場和蜷川幸雄公司Dash（現在是蜷川幸雄工作室）以舞臺演出為中心。2009年開始為電影電視劇配音，之後因為他的名字在音響導演之間傳開，所以現在活躍於配音行業。
- 演技以樸素而粗獷的莎士比亞舞臺劇為基調，另一方面展現出柔軟的男子氣概。在海外劇畫配音工作中，以硬漢和男子氣概的角色擔當居多，當中也不乏黑人的角色。

## 演出作品

### 演員

#### 電視劇
- 法廷サスペンスSP2 裁判員制度ドラマ・家族〜あなたに死刑が宣告できますか?〜
- 鹿鳴館

#### 電影
- ちちり

#### 舞台劇
- 『リア王』
- 『お気に召すまま』
- 『カリギュラ』
- 『オレステス』

### 聲優方面

#### 電視動畫
2010年
- 玩伴貓耳娘（電視聲音）

2014年
- 金田一少年之事件簿R（関口忍）
- PSYCHO-PASS心靈判官（山門屋晃、高崎邦広、兵頭鉄弥）
- 棺姬嘉依卡（コカトリス、ウィザードA、副官）
- 風雲維新大將軍（股蔵）

2015年
- FAIRY TAIL（2015年－2019年，吉瑟夫、傑克布·雷修奧）

2016年
- 魯邦三世 PART IV（警官）
- 漂流武士（卡涅阿德斯兵）

2017年
- 烙印勇士（貴族）

2018年
- MEGALO BOX（荒垣）
- 驚爆危機！Invisible Victory（バルデ）

2019年
- ONE PIECE（2019年－2022年，西德爾、火災KING）

2021年
- EDENS ZERO（加諾夫）

2022年
- 平家物語（滝口入道）
- 王者天下第四期（紫伯）
- 轉生就是劍（奴隸商人、埃賽爾）

#### 吹替
電視/電影
| 年份 | 作品                  | 角色                                    | 演員             | 備註            |
| ---- | --------------------- | --------------------------------------- | ---------------- | --------------- |
| 2014 | 超級選秀日            | 馮塔·麥克                               | 查特域克·保斯曼  | 影碟版本        |
| 2016 | 美國隊長3：英雄內戰   | 黑豹/鐵·查拉                            | 查特域克·保斯曼  | 公映/影碟版本   |
| 2017 | 黑白正義              | 瑟古德·馬歇爾                           | 查特域克·保斯曼  | Netflix串流媒體 |
| 2018 | 黑豹                  | 黑豹/鐵·查拉                            | 查特域克·保斯曼  | 公映/影碟版本   |
| 2018 | 復仇者聯盟3：無限之戰 | 黑豹/鐵·查拉                            | 查特域克·保斯曼  | 公映/影碟版本   |
| 2019 | 復仇者聯盟：終局之戰  | 黑豹/鐵·查拉                            | 查特域克·保斯曼  | 公映/影碟版本   |
| 2020 | 誓血五人組            | 諾曼·厄爾·「雷鳴諾曼」·霍洛韋           | 查特域克·保斯曼  | Netflix串流媒體 |
| 2011 | 新水滸傳              | 「青面獸」楊志 「混江龍」李俊           | 高虎 于承熙      | 影碟版本        |
| 2016 | The OA                | 亨特·阿洛伊修斯·“哈普”·珀西 傑森·艾塞克 | 傑森·艾塞克      | Netflix串流媒體 |
| 2018 | 死侍2                 | 時代精神                                | 比爾·史柯斯嘉    | 公映/影碟版本   |
| 2019 | 復仇謎奏              | Iain Boyd                               | 祖迪·羅          | 影碟版本        |
| 2019 | 球高志遠              | Dean                                    | 安德烈·荷蘭      | Netflix串流媒體 |
| 2019 | True Detective（S3）  | Tom Purcell                             | 史考特·麥奈利    | 付費媒體        |
| 2020 | 碳變（S2）            | 武·科瓦奇                               | 安東尼·麥基      | Netflix串流媒體 |
| 2020 | 神棄之地              | 威拉德·羅素                             | 比爾·史柯斯嘉    | Netflix串流媒體 |
| 2020 | TENET天能             | Protagonist                             | 約翰·大衛·華盛頓 | 影碟版本        |
| 2021 | 馬爾科姆和瑪麗        | 馬爾科姆                                | 約翰·大衛·華盛頓 | Netflix串流媒體 |

動畫
- 冰原歷險記4：板塊漂移（伊森〈声：德雷克〉）
- 冰雪奇緣2（フランスの高官）
- 神臍小捲毛（サワークリーム）
- 變形金剛：領袖的挑戰（警備員）

## 外部連結
- 懸樋プロダクション （页面存档备份，存于）（日語）
- 田村真 (vt0gw0STCC45jOM)的X（前Twitter）